# Лим, Грейс
Лим, Грейс (Grace Lim Siew Sye) (р. 12 ноября 1967, Каю Ара Пасонг, Понтиан, Джохор) — малайзийская художница, одна из основателей галереи Art52.

## Краткая биография
Склонность к рисованию проявила еще в школе. В 11 лет сделала замечательный карандашный портрет своей бабушки (сейчас хранится в галерее Art52). Закончила Сингапурскую школу графики и дизайна. Работала дизайнером в Сингапуре, затем на фабрике шелковых ширм в Джохор-Бару. В 2007 оставила работу на фабрике, чтобы полностью посвятить себя живописи.
В 2014 основала совместно с мужем галерею Art52 в Джохор-Бару. Участница многих коллективных выставок. На выставке, посвященной Международному женскому дню, в Куала-Лумпуре в марте 2013 г., ее картина «Время чая» была выбрана из картин 90 участников в качестве подарка для Сити Асмах, супруги премьер-министра Малайзии Махатхира Мохамада.

## Творчество

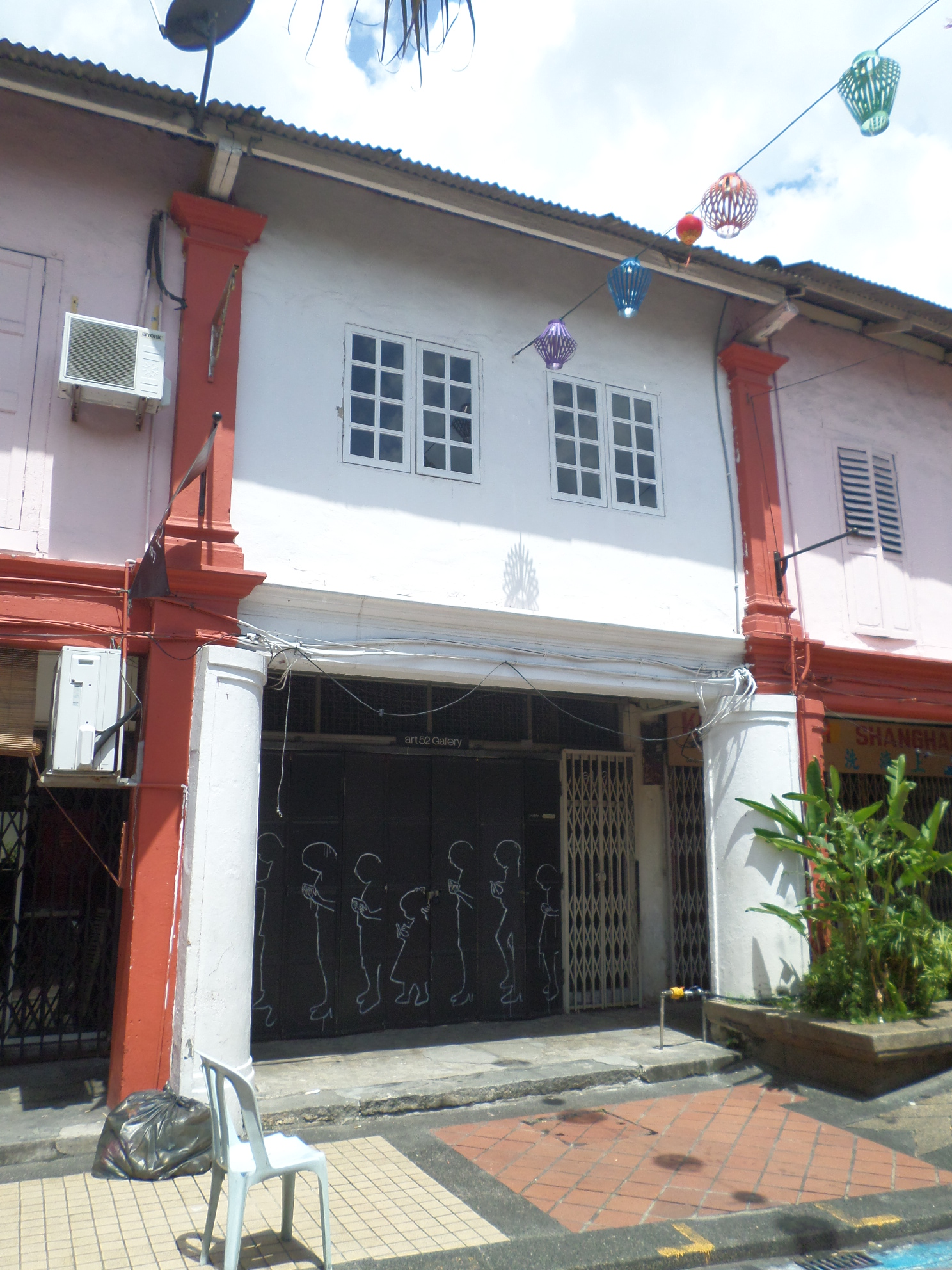
Галерея Art52 в Джохор-Бару

Рисует маслом, акриловыми красками, акварелью. Выработала свой, легко узнаваемый стиль в жанре наивного искусства с характерными для нее яркими и смелыми красками. Среди тем преобладают картины простой деревенской жизни, включающие изящные изображения цветов, птиц, животных (кошек и куриц), тропической растительности и создающие настроение счастья, мира и любви.
Среди наиболее известных работ «На пляже», «Время чая», «Закат», «Уборка урожая», «Мальчик, играющий на флейте», «Дети, играющие в чонгкак», «На отдыхе», «Мы вместе». Картины художницы хранятся в частных коллекциях в Малайзии, Сингапуре и Австралии.

## Семья
Супруг Эрик Тан (с 1995 г.), двое детей.